# Klumpermühle
Koordinaten: 49° 44′ 35″ N, 11° 25′ 35″ O
Klumpermühle ist eine abgegangene Ortschaft auf dem Gebiet der heutigen Stadtgemeinde Pottenstein im oberfränkischen Landkreis Bayreuth in Nordbayern.

## Geographie

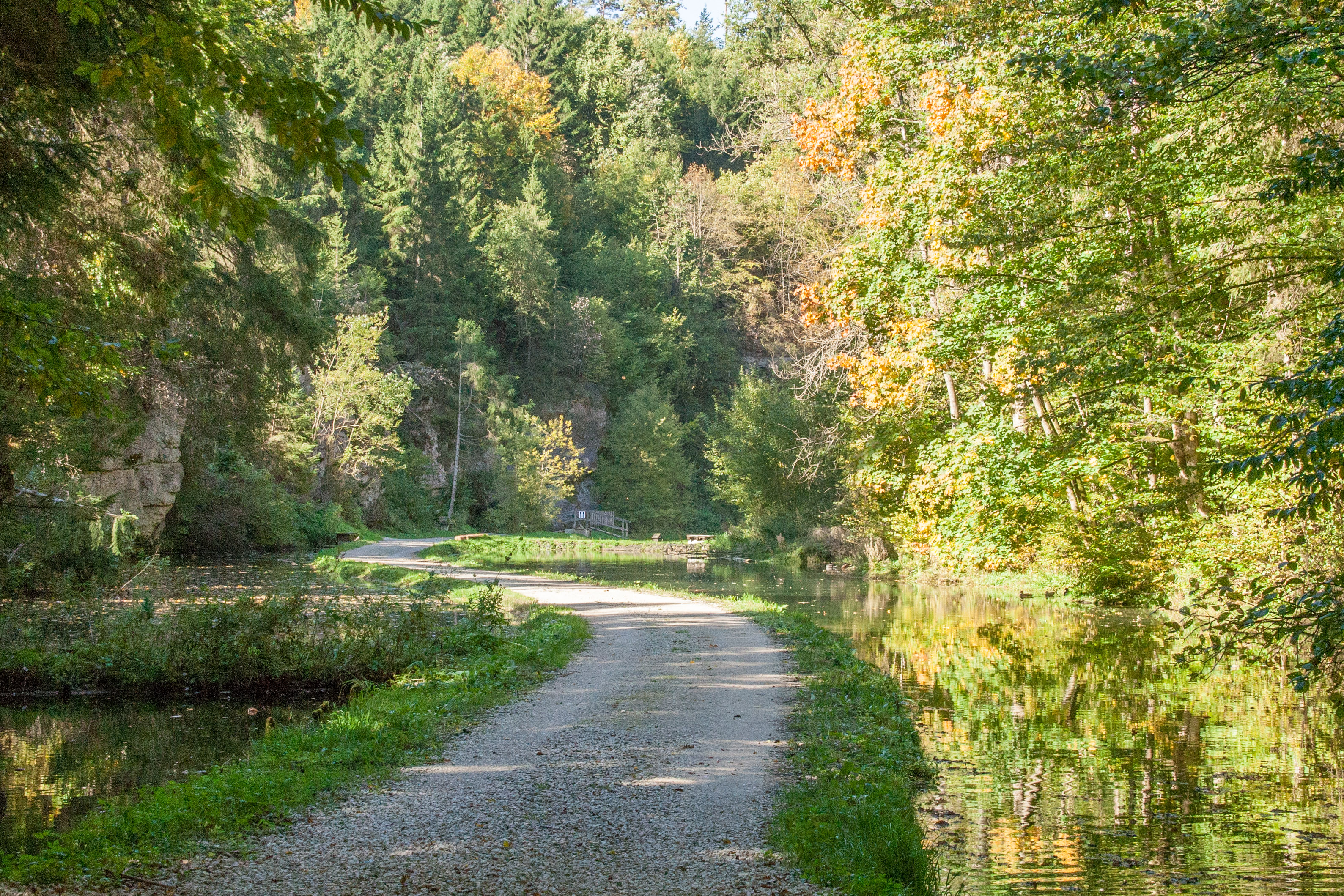
Weg im Klumpertal und Reste des ehemaligen Mühlenteichs

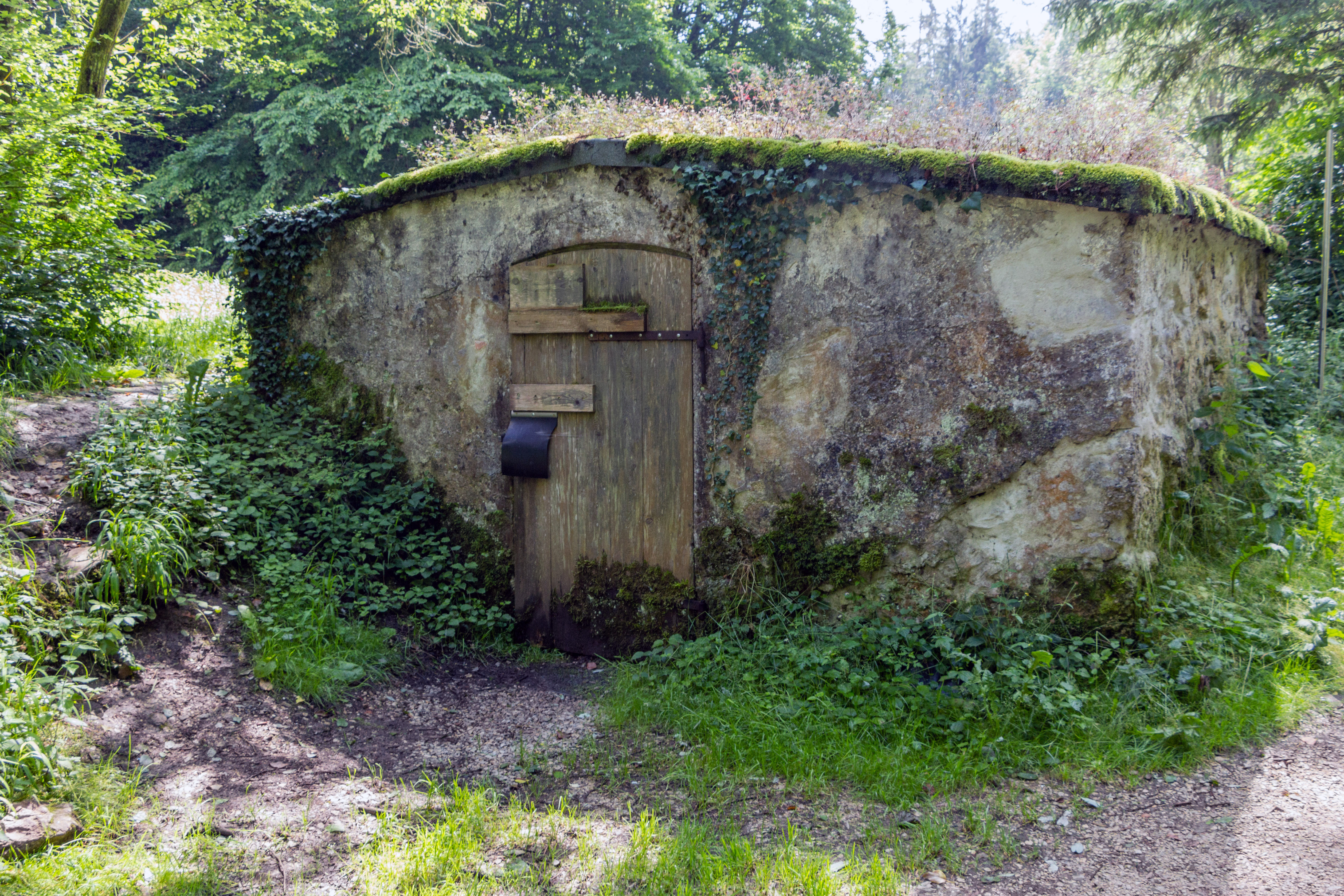
Keller an den Weihern

Die Einöde lag in der Fränkischen Schweiz auf 395 m Höhe, etwa 3,3 km südsüdöstlich von Pottenstein am Weihersbach, einem Zufluss der Püttlach.

## Geschichte
Die Mühle im Klumpertal wurde 1580 von Lorenz von Guttenberg (Schlossherr Kühlenfels) erbaut, jedoch bald von den Einwohnern Pottensteins als unerwünschte Konkurrenz niedergerissen. Ein Neubau wurde vom Bamberger Bischof mit der Auflage genehmigt, nur für sich und die Bewohner des Rittergutes zu mahlen.
Das bayerische Urkataster erfasste in den 1810er Jahren dort neben der „Klumpersmühle“ ein bescheidenes Nebengebäude, ein Weiherhäuschen, eine knapp 40 m breite Talsperre sowie einen 3700 m² großen Mühlteich, der aus zwei Quellen gespeist wird.
Im Jahre 1875 hatte Klumpermühle vier Einwohner und drei Gebäude, 1904 wurden noch zwei Einwohner gezählt. 1926 wurde der Mühlenbetrieb eingestellt. Im Amtlichen Ortsverzeichnis von 1952 ist der Ort nicht mehr erwähnt.
Die Klumpermühle war ein Ortsteil der ehemaligen Gemeinde Kühlenfels. Heute sind nur noch Ruinenreste und die inzwischen in sieben Parzellen fragmentierten Fischteiche vorhanden.

## Hydrologie
Die nahen Quellen, die sowohl den Klumperbach als auch die Fischteiche speisen und ehemals die Mühle antrieben, stehen über Karstereignisse hydrologisch bidirektional mit der Pegnitz in Verbindung. Die Quellschüttung ist zwar jahreszeitlich unterschiedlich, erreicht aber Trinkwasserqualität, was der dort betriebenen Forellenzucht zugutekommt.